# Apohelski asteroid
Apohelijski asteroid ali Apohelec je pripadnik podrazreda Atonskih asteroidov. Apohelijski asteroidi imajo prisončje in odsončje majše od 1 a.e. To pomeni, da njihova tirnica vsa leži znotraj Zemljine tirnice.
V letu 2005 sta bila znana samo dva asteroida tega tipa: 2003 CP20 in 2004 JG6. Pred tem so opazili še podoben asteroid 1998 DK36, ki ga pa niso videli že od 24. februarja 1998, zato ga je njegov odkritelj David J. Tholen in drugi smatrajo za izgubljenega. Vsi trije asteroidi so imeli odsončja med 0,980 in 0,973 a.e.
Večinoma zaradi iskalnih postopkov pri iskanju asteroidov doslej še niso opazili asteroida, ki bi imel celotno tirnico znotraj tirnic Venere ali Merkurja (vulkanoidi)
Ime Apohele je še vedno sporno, ker se večina asteoridnih podrazredov imenuje po pomembnih članih ustrezne skupine. Skupina Atoncev se na primer imenuje po asteoridu 2062 Aton, ki so ga prvega odkrili iz te skupine. Asteroid z imenom »Apohele« pa ne obstaja. Apohele je havajska beseda za tir. Delno so izbrali takšno ime zaradi podobnosti z besedama afelij (apoapsida) in helios.